# Менщиково (Половинский район)
Менщиково — село в Половинском районе Курганской области России. Входит в состав Половинского сельсовета.

## География
Село находится на юго-востоке Курганской области, в пределах южной части Западно-Сибирской равнины, в лесостепной зоне, на расстоянии примерно 18 километров (по прямой) к западу-северо-западу (WNW) от села Половинного, административного центра района. Абсолютная высота — 158 метров над уровнем моря.
Климат
Климат характеризуется как резко континентальный с недостаточным увлажнением, холодной малоснежной зимой и тёплым сухим летом. Среднегодовая температура — 2 °C. Средняя температура воздуха самого холодного месяца (января) составляет −17 °C (абсолютный минимум — −48 °С); самого тёплого месяца (июля) — 20 °C (абсолютный максимум — 41 °С). Годовое количество атмосферных осадков — 385 мм, из которых 234 мм выпадает в период с мая по сентябрь. Снежный покров держится в течение 150—160 дней.
Часовой пояс
Село Менщиково, как и вся Курганская область, находится в часовой зоне МСК+2. Смещение применяемого времени относительно UTC составляет +5:00.

## Население
| 1989 | 2002 | 2010 |
| ---- | ---- | ---- |
| 372  | ↘285 | ↘108 |

Гендерный состав
По данным Всероссийской переписи населения 2010 года в гендерной структуре населения мужчины составляли 46,3 %, женщины — соответственно 53,7 %.
Национальный состав
Согласно результатам Всероссийской переписи населения 2002 года, в национальной структуре населения русские составляли 70 %, казахи — 26 %.

## Известные уроженцы, жители
Завьялков, Афанасий Георгиевич (22 августа 1922, Менщиково, Челябинская губерния — 15 августа 1999, Минск) — советский экономист, доктор экономических наук (1976), профессор (1976).

## Инфраструктура
Личное подсобное хозяйство с зоной сельскохозяйственного использования, индивидуальная застройка усадебного типа.
Основа экономики — сельское хозяйство.

## Достопримечательности
В центре села расположен Обелиск воинам, павшим в годы Великой Отечественной войны.

## Транспорт
Село доступно по региональной автодороге 37Н-1521.